# 伊格尔 (亚利桑那州)
伊格尔（英語：Eagar），是美国亚利桑那州阿帕奇县下属的一座城市。面积约为11.24平方英里（约合29.1平方公里）。根据2010年美国人口普查，该市有人口4,885人，人口密度为434.9/平方英里。在建制上，该市属于“Town”。